# Apanteles seydeli
Apanteles seydeli är en stekelart som beskrevs av De Saeger 1941. Apanteles seydeli ingår i släktet Apanteles och familjen bracksteklar. Inga underarter finns listade i Catalogue of Life.